# Coniochaetaceae
Die Coniochaetaceae sind eine Familie der Schlauchpilze, die in einer eigenen Ordnung Coniochaetales stehen. Die Vertreter wachsen auf Holz, Dung oder Boden.

## Merkmale
Sie besitzen meist kleine Perithecien als Fruchtkörper. Diese entstehen an der Oberfläche oder im Inneren des Substrats. Ihre Form ist kugelförmig bis verkehrt birnenförmig. Die Öffnung des Peritheciums (Ostiolum) kann vorhanden sein oder fehlen. Die Paraphysen sind fädig und septiert. Die Asci sind kugelig, keulenförmig oder zylindrisch, sind unitunicat und besitzen keinen Apikalring. Die Ascosporen sind braun, ellipsoidisch bis diskusförmig, und einzellig; die meisten haben einen Keimschlitz. Die relativ einfache Bauweise der Fruchtkörper führt leicht zu Verwechslungen mit Vertretern der Chaetosphaeriales oder Sordariales.
Die bekannten Anamorphen werden in die Gattung Lecythophora gestellt, phialidische Hyphomyceten.

## Systematik
Die Familie wurde bis vor Kurzem in die Ordnung Sordariales gestellt. Sie ist jedoch eine eigene Entwicklungslinie und wurde 2004 von Huhndorfer et al. in eine eigene Ordnung gestellt.
Zur Familie gehören acht Gattungen:
- Ascotrichella
- Barrina
- Coniochaeta
- Coniochaetidium
- Coniolaria
- Ephemeroascus
- Poroconiochaeta
- Synaptospora

## Belege